# Jakarta E-Prix 2022
Der Jakarta E-Prix 2022 (offiziell: 2022 Jakarta E-Prix) fand am 4. Juni auf dem Jakarta International E-Prix Circuit in Jakarta statt und war das neunte Rennen der FIA-Formel-E-Weltmeisterschaft 2021/22. Es handelte sich um den ersten Jakarta E-Prix und das dritte Rennen in Südostasien nach dem Putrajaya ePrix 2014 und 2015 in Malaysia.

## Bericht

### Hintergrund
Der E-Prix war der Startpunkt der zweiten Saisonhälfte der Saison. Nach den beiden Rennen des Berlin E-Prix führte Stoffel Vandoorne in der Fahrerwertung mit zwölf Punkten vor Edoardo Mortara und mit 16 Punkten vor Jean-Éric Vergne. In der Teamwertung hatte Mercedes-EQ Formula E Team 28 Punkte Vorsprung auf ROKiT Venturi Racing und 39 Punkte Vorsprung auf DS Techeetah.

### Training
Im ersten freien Training war Oliver Rowland mit einer Rundenzeit von 1:08,433 Minuten Schnellster vor Sébastien Buemi und Lucas di Grassi.
Vergne fuhr in 1:07,594 Minuten die Bestzeit im zweiten freien Training vor António Félix da Costa und Jake Dennis.

### Qualifying
Das Qualifying begann am Samstag um 5:40 Uhr deutscher Zeit und fand in zwei Gruppen (A und B) zu je elf Fahrern statt. Die vier schnellsten Piloten aus beiden Gruppen durften anschließend die Duellphase bestreiten, in der zwei Fahrer hintereinander ein Einzelzeitfahren über eine Runde gegeneinander bestritten. Die vier Gewinner der Viertelfinalduelle trafen in zwei Halbfinalduellen aufeinander, die beiden Sieger bestritten dann das Finalduell um die Pole-Position.
Die vier schnellsten Fahrer in Gruppe A waren Vandoorne, Vergne, Dennis und Buemi. Bei Gruppe B fuhr Félix da Costa die schnellste Zeit, gefolgt von Mortara, Pascal Wehrlein und Mitch Evans. Im Viertelfinale setzte sich aus Gruppe A nur Vergne durch, der gegen Wehrlein gewann. Félix da Costa setzte sich gegen Buemi durch, Mortara gegen Dennis und Evans gegen Vandoorne. Die beiden Techeetah-Fahrer gewannen jeweils ihre Halbfinalduelle: Vergne (1:08,358 Minuten) war 0,300 Sekunden schneller als Evans und Félix da Costa (1:08,281 Minuten) 0,412 Sekunden schneller als Mortara. Im Finalduell setzte sich Vergne mit einer Zeit von 1:08,523 Minuten gegen seinen Teamkollegen durch und sicherte sich somit die Pole-Position für das Rennen.

### Rennen
Das Rennen ging über eine Zeit von 45 Minuten zuzüglich einer Verlängerung von 1:30 Minuten und einer Runde. Jeder Fahrer musste den Attack-Mode zweimal aktivieren, nach der Aktivierung leistete das Fahrzeug für eine Zeit von vier Minuten maximal 250 kW statt 220 kW.
Evans gewann das Rennen vor Vergne und Mortara. Die restlichen Punkteplatzierungen belegten Félix da Costa, Vandoorne, Dennis, di Grassi, Wehrlein, Sam Bird und Buemi. Der Punkt für die schnellste Rennrunde unter den ersten Zehn ging an Evans.

## Meldeliste
Alle Teams und Fahrer verwenden das Einheits-Chassis Spark SRT 05e sowie Reifen von Michelin.
| Team                             | Fahrzeug                    | Nr. | Fahrer                 |
| -------------------------------- | --------------------------- | --- | ---------------------- |
| Mercedes-EQ Formula E Team       | Mercedes-EQ Silver Arrow 02 | 5   | Stoffel Vandoorne      |
| Mercedes-EQ Formula E Team       | Mercedes-EQ Silver Arrow 02 | 17  | Nyck de Vries          |
| Jaguar TCS Racing                | Jaguar I-Type 5             | 9   | Mitch Evans            |
| Jaguar TCS Racing                | Jaguar I-Type 5             | 10  | Sam Bird               |
| DS Techeetah                     | DS E-Tense FE21             | 13  | Antonio Felix da Costa |
| DS Techeetah                     | DS E-Tense FE21             | 25  | Jean-Éric Vergne       |
| Envision Racing                  | Audi e-tron FE07            | 4   | Robin Frijns           |
| Envision Racing                  | Audi e-tron FE07            | 37  | Nick Cassidy           |
| Avalanche Andretti Formula E     | BMW iFE.21                  | 27  | Jake Dennis            |
| Avalanche Andretti Formula E     | BMW iFE.21                  | 28  | Oliver Askew           |
| ROKiT Venturi Racing             | Mercedes-EQ Silver Arrow 02 | 11  | Lucas di Grassi        |
| ROKiT Venturi Racing             | Mercedes-EQ Silver Arrow 02 | 48  | Edoardo Mortara        |
| TAG Heuer Porsche Formula E Team | Porsche 99X Electric        | 36  | André Lotterer         |
| TAG Heuer Porsche Formula E Team | Porsche 99X Electric        | 94  | Pascal Wehrlein        |
| Mahindra Racing                  | Mahindra M8Electro          | 29  | Alexander Sims         |
| Mahindra Racing                  | Mahindra M8Electro          | 30  | Oliver Rowland         |
| Nissan e.dams                    | Nissan IM03                 | 22  | Maximilian Günther     |
| Nissan e.dams                    | Nissan IM03                 | 23  | Sébastien Buemi        |
| Dragon / Penske Autosport        | Penske EV-5                 | 7   | Sérgio Sette Câmara    |
| Dragon / Penske Autosport        | Penske EV-5                 | 99  | Antonio Giovinazzi     |
| NIO 333 Formula E Team           | NIO 333 001                 | 3   | Oliver Turvey          |
| NIO 333 Formula E Team           | NIO 333 001                 | 33  | Daniel Ticktum         |

## Klassifikationen

### Qualifying
| Pos. | Fahrer                 | Team                             | Gr. | Zeit     | K.o.-Phase | Start |
| ---- | ---------------------- | -------------------------------- | --- | -------- | ---------- | ----- |
| 01   | Jean-Éric Vergne       | DS Techeetah                     | A   | 1:08,898 | 1:08,523   | 01    |
| 02   | António Félix da Costa | DS Techeetah                     | B   | 1:08,715 | 1:09,340   | 02    |
| 03   | Mitch Evans            | Jaguar TCS Racing                | B   | 1:09,045 | 1:08,658   | 03    |
| 04   | Edoardo Mortara        | ROKiT Venturi Racing             | B   | 1:08,716 | 1:08,693   | 04    |
| 05   | Jake Dennis            | Avalanche Andretti Formula E     | A   | 1:08,988 | 1:08,653   | 05    |
| 06   | Pascal Wehrlein        | TAG Heuer Porsche Formula E Team | B   | 1:08,974 | 1:09,029   | 11    |
| 07   | Sébastien Buemi        | Nissan e.dams                    | A   | 1:09,098 | 1:09,188   | 06    |
| 08   | Stoffel Vandoorne      | Mercedes-Benz EQ Formula E Team  | A   | 1:08,829 | 1:09,268   | 07    |
| 09   | André Lotterer         | TAG Heuer Porsche Formula E Team | A   | 1:09,101 | –          | 08    |
| 10   | Nyck de Vries          | Mercedes-Benz EQ Formula E Team  | B   | 1:09,078 | –          | 09    |
| 11   | Lucas di Grassi        | ROKiT Venturi Racing             | A   | 1:09,118 | –          | 10    |
| 12   | Oliver Rowland         | Mahindra Racing                  | B   | 1:09,134 | –          | 12    |
| 13   | Nick Cassidy           | Envision Racing                  | A   | 1:09,157 | –          | 14    |
| 14   | Sam Bird               | Jaguar TCS Racing                | B   | 1:09,148 | –          | 14    |
| 15   | Maximilian Günther     | Nissan e.dams                    | A   | 1:09,266 | –          | 15    |
| 16   | Oliver Turvey          | NIO 333 Formula E Team           | B   | 1:09,413 | –          | 16    |
| 17   | Sérgio Sette Câmara    | Dragon / Penske Autosport        | A   | 1:09,406 | –          | 17    |
| 18   | Dan Ticktum            | NIO 333 Formula E Team           | B   | 1:09,688 | –          | 17    |
| 19   | Oliver Askew           | Avalanche Andretti Formula E     | A   | 1:09,524 | –          | 19    |
| 20   | Alexander Sims         | Mahindra Racing                  | B   | 1:09,723 | –          | 20    |
| 21   | Robin Frijns           | Envision Racing                  | A   | –        | –          | 21    |
| 22   | Antonio Giovinazzi     | Dragon / Penske Autosport        | B   | 1:18,034 | –          | 22    |

Anmerkungen
1. ↑  Wehrlein erhielt eine Rückversetzung von fünf Plätzen in der Startaufstellung. Grund war die Öffnung eines versiegelten Gleichstrom-Spannungswandler des Porsche-Antriebes, der nach Wehrleins Monaco-Ausfall überprüft wurde. Teile wurden dabei jedoch nicht getauscht, es wurde lediglich Klebstoff an einer Stelle ergänzt, wo dieser zuvor gefehlt hatte.

### Rennen
| Pos. | Fahrer                 | Team                             | Runden | Zeit      | Start | Schnellste Runde |
| ---- | ---------------------- | -------------------------------- | ------ | --------- | ----- | ---------------- |
| 01   | Mitch Evans            | Jaguar TCS Racing                | 40     | 48:28,424 | 03    | 1:09,786         |
| 02   | Jean-Éric Vergne       | DS Techeetah                     | 40     | + 0,733   | 01    | 1:09,965         |
| 03   | Edoardo Mortara        | ROKiT Venturi Racing             | 40     | + 0,967   | 04    | 1:09,899         |
| 04   | António Félix da Costa | DS Techeetah                     | 40     | + 3,350   | 02    | 1:10,197         |
| 05   | Stoffel Vandoorne      | Mercedes-Benz EQ Formula E Team  | 40     | + 4,038   | 07    | 1:09,819         |
| 06   | Jake Dennis            | Avalanche Andretti Formula E     | 40     | + 4,635   | 05    | 1:09,978         |
| 07   | Lucas di Grassi        | ROKiT Venturi Racing             | 40     | + 5,253   | 10    | 1:10,125         |
| 08   | Pascal Wehrlein        | TAG Heuer Porsche Formula E Team | 40     | + 8,191   | 11    | 1:09,832         |
| 09   | Sam Bird               | Jaguar TCS Racing                | 40     | + 13,348  | 14    | 1:10,214         |
| 10   | Sébastien Buemi        | Nissan e.dams                    | 40     | + 14,766  | 06    | 1:10,398         |
| 11   | André Lotterer         | TAG Heuer Porsche Formula E Team | 40     | + 16,089  | 08    | 1:10,131         |
| 12   | Oliver Turvey          | NIO 333 Formula E Team           | 40     | + 20,922  | 16    | 1:10,344         |
| 13   | Oliver Askew           | Avalanche Andretti Formula E     | 40     | + 23,020  | 19    | 1:10,108         |
| 14   | Maximilian Günther     | Nissan e.dams                    | 40     | + 25,184  | 15    | 1:10,610         |
| 15   | Alexander Sims         | Mahindra Racing                  | 40     | + 29,520  | 20    | 1:10,266         |
| 16   | Nick Cassidy           | Envision Racing                  | 40     | + 29,873  | 13    | 1:10,253         |
| 17   | Robin Frijns           | Envision Racing                  | 40     | + 30,854  | 21    | 1:10,476         |
| 18   | Dan Ticktum            | NIO 333 Formula E Team           | 40     | + 31,827  | 18    | 1:10,612         |
| 19   | Sérgio Sette Câmara    | Dragon / Penske Autosport        | 40     | + 38,218  | 17    | 1:11,045         |
| –    | Antonio Giovinazzi     | Dragon / Penske Autosport        | 35     | DNF       | 22    | 1:10,192         |
| –    | Nyck de Vries          | Mercedes-Benz EQ Formula E Team  | 29     | DNF       | 09    | 1:10,034         |
| –    | Oliver Rowland         | Mahindra Racing                  | 1      | DNF       | 12    | –                |

Anmerkungen
1. ↑  Lotterer erhielt eine Zeitstrafe von fünf Sekunden, da er eine Kollision mit Nyck de Vries verursacht hatte.

## Meisterschaftsstände nach dem Rennen
Die ersten Zehn des Rennens bekamen 25, 18, 15, 12, 10, 8, 6, 4, 2 bzw. 1 Punkt(e). Zusätzlich gab es drei Punkte für die Pole-Position und einen Punkt für den Fahrer unter den ersten Zehn, der die schnellste Rennrunde erzielte.

### Fahrerwertung
| Pos. | Fahrer                 | Team                             | Punkte |
| ---- | ---------------------- | -------------------------------- | ------ |
| 01   | Stoffel Vandoorne      | Mercedes-Benz EQ Formula E Team  | 121    |
| 02   | Jean-Éric Vergne       | DS Techeetah                     | 116    |
| 03   | Edoardo Mortara        | ROKiT Venturi Racing             | 114    |
| 04   | Mitch Evans            | Jaguar TCS Racing                | 109    |
| 05   | Robin Frijns           | Envision Racing                  | 81     |
| 06   | Nyck de Vries          | Mercedes-Benz EQ Formula E Team  | 65     |
| 07   | André Lotterer         | TAG Heuer Porsche Formula E Team | 59     |
| 08   | Pascal Wehrlein        | TAG Heuer Porsche Formula E Team | 55     |
| 09   | Lucas di Grassi        | ROKiT Venturi Racing             | 55     |
| 10   | António Félix da Costa | DS Techeetah                     | 54     |
| 11   | Jake Dennis            | Avalanche Andretti Formula E     | 36     |

| Pos. | Fahrer              | Team                         | Punkte |
| ---- | ------------------- | ---------------------------- | ------ |
| 12   | Sam Bird            | Jaguar TCS Racing            | 30     |
| 13   | Nick Cassidy        | Envision Racing              | 16     |
| 14   | Sébastien Buemi     | Nissan e.dams                | 11     |
| 15   | Oliver Rowland      | Mahindra Racing              | 10     |
| 16   | Oliver Turvey       | NIO 333 Formula E Team       | 6      |
| 17   | Maximilian Günther  | Nissan e.dams                | 2      |
| 18   | Alexander Sims      | Mahindra Racing              | 2      |
| 19   | Alexander Sims      | Avalanche Andretti Formula E | 2      |
| 20   | Dan Ticktum         | NIO 333 Formula E Team       | 1      |
| 21   | Sérgio Sette Câmara | Dragon / Penske Autosport    | 0      |
| 22   | Antonio Giovinazzi  | Dragon / Penske Autosport    | 0      |

### Teamwertung
| Pos. | Team                             | Punkte |
| ---- | -------------------------------- | ------ |
| 01   | Mercedes-Benz EQ Formula E Team  | 186    |
| 02   | DS Techeetah                     | 170    |
| 03   | ROKiT Venturi Racing             | 169    |
| 04   | Jaguar TCS Racing                | 139    |
| 05   | TAG Heuer Porsche Formula E Team | 114    |
| 06   | Envision Racing                  | 97     |
| 07   | Avalanche Andretti Formula E     | 38     |
| 08   | Nissan e.dams                    | 13     |
| 09   | Mahindra Racing                  | 12     |
| 10   | NIO 333 Formula E Team           | 7      |
| 11   | Dragon / Penske Autosport        | 0      |